# Água Branca (Alagoas)
Pour les articles homonymes, voir Água Branca.
Água Branca est une municipalité brésilienne dans l'État de l'Alagoas.